# Yamaha FZ400 & FZR400
Yamaha FZ400 — дорожный мотоцикл разработанный компанией Yamaha Motor Company. 

## Модификации
- FZ400 - Дорожный мотоцикл с обтекателем.
- FZ400R - Спортивная облицовка.
- FZ400N - FZ400R "найкед" без обтекателей, квадратная фара.
- FZR400
- FZR400R
- FZR400RR
- FZR400RR-SP

FZ400N производился 1984—1990 годах исключительно для японского рынка, 1988—1990 годах возился на западный рынок.

## Тактико-технические характеристики
| Двигатель                    | С жидкостным охлаждением, четырёхтактный, четырёхцилиндровый двигатель поперечная, DOHC, 4 клапана на цилиндр. |
| Объем                        | 399 |
| Диаметр х Ход поршня         | 54 х 43,6 мм                                                                                                   |
| Коэффициент сжатия           | 11,5:1 |
| Индукция                     | 4x Mikuni BDST32                                                                                               |
| Зажигания / стартер          | Цифровое TCI / электрическая                                                                                   |
| Максимальная мощность        | 59 л.с. при 12 000 оборотов в минуту                                                                           |
| Максимальный крутящий момент | 3,7 кг-м @ |
| Трансмиссия / привод         | 6 передач / цепь                                                                                               |
| Передняя подвеска            | Телескопическая вилка 39 мм                                                                                    |
| Задняя подвеска              | Monoshock |
| Передние тормоза             | 2x 282 мм диски                                                                                                |
| Задние тормоза               | 1x 210 мм диск                                                                                                 |
| Передних шин                 | 100/90-16 |
| Задней покрышки              | 120/80-18 |
| Высота по седлу              | 785 мм |
| Вместимость бензобака        | 18.0 л |
| Сухая масса мотоцикла        | 164 кг |

## Yamaha FZR400R
Yamaha FZR400R-Является глубокой модернизацией модели FZ400. Основные доработки модели FZR-R были в появлении обтекателей для понижении лобового сопротивления, и усиления маятника.

### Тактико-технические характеристики
| Двигатель                    | 4-цилиндровый, 4-тактный, жидкостного охлаждения, DOHC, 16-клапанный, |
| Объем                        | 399                                                                   |
| Диаметр х Ход поршня         | 56 х 40,5 мм                                                          |
| Коэффициент сжатия           | 11,5:1                                                                |
| Индукция                     | 4x Mikuni BDST32                                                      |
| Зажигания / стартер          | Цифровое TCI / электрическая                                          |
| Максимальная мощность        | 59 л.с. при 12 000 оборотов в минуту                                  |
| Максимальный крутящий момент | 3,9 кг-м @                                                            |
| Трансмиссия / привод         | 6 передач / цепь                                                      |
| Передняя подвеска            | Телескопическая вилка 43 мм                                           |
| Задняя подвеска              | Monoshock                                                             |
| Передние тормоза             | 2x 282 мм диски                                                       |
| Задние тормоза               | 1x 210 мм диск                                                        |
| Передних шин                 | 120/60 x 17                                                           |
| Задней покрышки              | 160/60 x 17                                                           |
| Высота по седлу              | 785 мм                                                                |
| Вместимость бензобака        | 18.16 л.                                                              |
| Сухая масса мотоцикла        | 172.8 кг                                                              |

## Ступени развития Yamaha FZ400N
- 1984 год. Дебют Yamaha FZ400.

- 1985 год. Выпущен Yamaha FZ400N, нейкед-версия FZ400R.

- 1986 год. Yamaha FZR400 начинает выпускаться в том виде, в котором его увидит западный рынок в 1988—1990 годах. Yamaha FZ400R продолжает выпускаться с 1984 года.

- 1987 год. Yamaha FZR400R выпускается с незначительными изменениями. Yamaha FZ400R получает полный обтекатель

- 1988 год. Yamaha FZR400 обновлён ещё раз: новая рама, маятник, пластик.

- 1989 год. Yamaha FZR400R снова обновлён. Очевидны изменения в пластике и маятнике.

- 1990 год. Yamaha FZR400RR/FZR400RR-SP. Практически полная переработка.